# Umwani
Umwani is een geslacht van spinnen uit de  familie van de Cyatholipidae.

## Soorten
- Umwani anymphos Griswold, 2001
- Umwani artigamos Griswold, 2001